# Wereldkampioenschappen wielrennen 1953

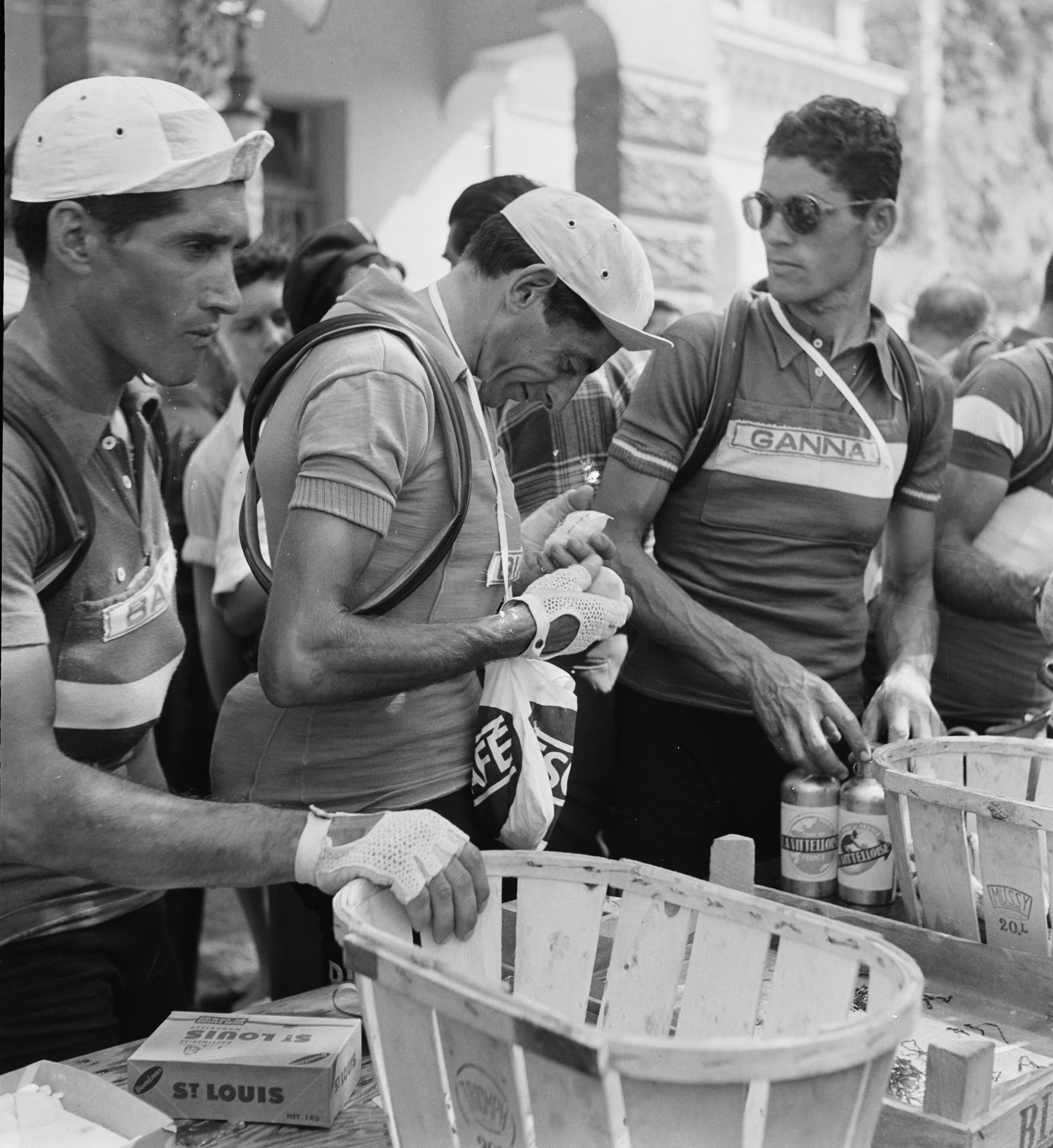
Fausto Coppi, wereldkampioen van 1953

De wereldkampioenschappen wielrennen op de weg van 1953 vonden plaats op 29 en 30 augustus in het Zwitserse Lugano. 

## Beroepsrenners
Het wereldkampioenschap voor de profs werd gereden op zondag 30 augustus. De wedstrijd was 18 ronden lang, in totaal 270 kilometer. Zeventig renners vertrokken, waarvan er slechts 27 de wedstrijd uitreden. De grote favoriet Fausto Coppi stelde niet teleur. In de veertiende ronde demarreerde hij uit de kopgroep en enkel de Belg Germain Derycke kon hem volgen. Maar op 25 kilometer van de finish reed Coppi van hem weg. Derycke "zat zo dood als een pier op zijn fiets" en verloor op de resterende anderhalve ronde nog meer dan zes minuten.
Wout Wagtmans werd de bestgeklasseerde Nederlander. Hij eindigde als dertiende in de groep op bijna dertien minuten van Coppi.

### Uitslag
| Plaats | Renner            | Land        | Tijd     |
| ------ | ----------------- | ----------- | -------- |
| 1      | Fausto Coppi      | Italië      | 7u30'59" |
| 2      | Germain Derycke   | België      | +6'16"   |
| 3      | Stan Ockers       | België      | +7'33"   |
| 4      | Michele Gismondi  | Italië      | +7'34"   |
| 5      | Nino Defilippis   | Italië      | +9'11"   |
| 6      | Charly Gaul       | Luxemburg   | +9'12"   |
| 7      | Ferdi Kübler      | Zwitserland | +12'57"  |
| 8      | Louison Bobet     | Frankrijk   | z.t.     |
| 9      | Raphaël Géminiani | Frankrijk   | z.t.     |
| 10     | Marcel Emzer      | Luxemburg   | z.t.     |

## Amateurs
De wedstrijd voor de amateurs werd gereden op zaterdag 29 augustus. Ze was 180 kilometer lang (12 ronden). De Italiaan Riccardo Filippi versloeg in een spurt met twee zijn landgenoot Gastone Nencini. Rik Van Looy won kort daarachter de spurt van een groepje vóór zijn landgenoten Michel Van Aerde en André Noyelle. 

### Uitslag
| Plaats | Renner           | Land   | Tijd     |
| ------ | ---------------- | ------ | -------- |
| 1      | Riccardo Filippi | Italië | 4u59'19" |
| 2      | Gastone Nencini  | Italië | z.t.     |
| 3      | Rik Van Looy     | België | +8"      |

1921 · 
1922 · 
1923 · 
1924 · 
1925 · 
1926 · 
1927 · 
1928 · 
1929 · 
1930 · 
1931 · 
1932 · 
1933 · 
1934 · 
1935 · 
1936 · 
1937 · 
1938 · 
1946 · 
1947 · 
1948 · 
1949 · 
1950 · 
1951 · 
1952 · 
1953 · 
1954 · 
1955 · 
1956 · 
1957 · 
1958 · 
1959 · 
1960 · 
1961 · 
1962 · 
1963 · 
1964 · 
1965 · 
1966 · 
1967 · 
1968 · 
1969 · 
1970 · 
1971 · 
1972 · 
1973 · 
1974 · 
1975 · 
1976 · 
1977 · 
1978 · 
1979 · 
1980 · 
1981 · 
1982 · 
1983 · 
1984 · 
1985 · 
1986 · 
1987 · 
1988 · 
1989 · 
1990 · 
1991 · 
1992 · 
1993 · 
1994 · 
1995 · 
1996 · 
1997 · 
1998 · 
1999 · 
2000 · 
2001 · 
2002 · 
2003 · 
2004 · 
2005 · 
2006 · 
2007 · 
2008 · 
2009 ·
2010 · 
2011 · 
2012 · 
2013 · 
2014 · 
2015 · 
2016 · 
2017 · 
2018 · 
2019 · 
2020 ·
2021 ·
2022 ·
2023 ·
2024 ·
2025 ·
2026